# HMS Zinnia (1915)
HMS Zinnia, później Barbara i Jan Breydel – brytyjski slup wojenny typu Azalea (grupy Flower) z okresu I wojny światowej, następnie belgijski w okresie międzywojennym. Zbudowany w stoczni Swan Hunter w 1915 roku, wszedł do służby w marynarce brytyjskiej Royal Navy w tym samym roku. Służył bojowo podczas I wojny światowej, po której został w 1920 roku sprzedany Belgii i wszedł do służby w jej marynarce pod tą samą nazwą. Od 1927 roku używany jako cywilny statek ochrony rybołówstwa. W 1940 roku zdobyty przez Niemcy i wcielony do niemieckiej Kriegsmarine pod nazwą „Barbara”. Po II wojnie światowej zwrócony Belgii, służył do 1952 roku pod nazwą „Jan Breydel”.

## Budowa
Okręt należał do brytyjskich slupów–trałowców (ang. minesweeping sloop) typu Azalea z okresu I wojny światowej, będącego podgrupą typu Flower. Potrzeba powstania licznych okrętów tej klas dla marynarki brytyjskiej pojawiła po wybuchu wojny. Były one dla uproszczenia i przyspieszenia budowy skonstruowane na wzór statków cywilnych i przeznaczone były do trałowania min, eskorty konwojów i zadań pomocniczych. Od pierwszego typu grupy Flower: Acacia okręty typu Azalea różniły się wzmocnionym uzbrojeniem artyleryjskim. Seria 12 okrętów tego typu zamówiona została w maju 1915 roku w siedmiu stoczniach brytyjskich.
Okręt zbudowany został w stoczni Swan Hunter, wraz z bliźniaczym HMS „Jessamine”. Wodowano go 12 sierpnia 1915 roku, a ukończono we wrześniu tego roku. Jak pozostałe jednostki otrzymał nazwę kwiatu – „Zinnia” (pol. cynia).

## Opis
Wyporność normalna okrętu wynosiła 1210 ts. Długość wynosiła 76,2 m, szerokość 10,1 m, a zanurzenie 3,4 m. Załoga liczyła początkowo 90 osób.
Napęd stanowiła jedna maszyna parowa potrójnego rozprężania o mocy indykowanej 1800 KM, napędzająca jedną śrubę. Parę dostarczały dwa kotły. Napęd pozwalał na osiąganie prędkości 16,5 węzła. Zapas paliwa – węgla, wynosił 130 ton. Inne źródła podają zapas węgla w służbie belgijskiej 250 ton.
Początkowo przewidywane uzbrojenie w służbie brytyjskiej stanowiły dwie armaty kalibru 120 mm (4,7-calowe), ale część okrętów otrzymała armaty kalibru 102 mm (4-calowe). Uzupełniały je początkowo dwie armaty przeciwlotnicze kalibru 47 mm (3-funtowe). Okręty miały wyposażenie trałowe.

## Służba
HMS „Zinnia” wszedł do służby brytyjskiej we wrześniu 1915 roku.
Po I wojnie światowej 19 marca 1920 roku okręt został sprzedany Belgii, stając się największym okrętem jej marynarki wojennej. Został wcielony do służby w czerwcu 1920 roku z zachowaniem dotychczasowej nazwy. W marcu 1927 roku jednak marynarka wojenna Belgii została rozwiązana, a „Zinnia” została rozbrojona i zachowana jako cywilny statek ochrony rybołówstwa. Uzbrojenie zostało ograniczone do jednego karabinu maszynowego kalibru 7,7 mm.
Podczas II wojny światowej, dawny okręt został 18 maja 1940 roku zdobyty w Antwerpii przez Niemcy. Został następnie wcielony do służby w Kriegsmarine jako eskortowiec pod nazwą „Barbara”, po remoncie i przebudowie w stoczni Cockerill w Antwerpii. Podczas przebudowy zabudowano gładki pokład i burty w części dziobowej, likwidując charakterystyczną „studnię” przed nadbudówką, dwa kominy zastąpiono przez jeden komin z kołpakiem oraz przebudowano nadbudówkę. Zainstalowano uzbrojenie w postaci trzech dział kalibru 105 mm SK C/32 o długości lufy 42 kalibry (L/42), ośmiu działek przeciwlotniczych kalibru 37 mm SK C/30 (cztery podwójne podstawy) i 12 działek przeciwlotniczych kalibru 20 mm C/38 (trzy poczwórne).
Okręt przetrwał wojnę i w 1945 roku został zwrócony Belgii. Wszedł do służby ponownie ze zmienioną nazwą na „Jan Breydel”. W 1952 roku jednak został wycofany i złomowany.